# الکساندر شنتسلر
الکساندر شنتسلر (انگلیسی: Alexander Schnetzler؛ زادهٔ ۱۷ آوریل ۱۹۷۹) بازیکن فوتبال اهل آلمان است.
از باشگاه‌هایی که در آن بازی کرده‌است می‌توان به باشگاه فوتبال قوت-وایس ارفورت، باشگاه فوتبال دینامو درسدن، و باشگاه فوتبال اسنابروک اشاره کرد.